# Sancho Sánchez de Ulloa
Sancho Sánchez de Ulloa (1442-1505), I conde de Monterrey.

## Biografía
Nacido en 1442, era hijo de Lope Sánchez de Ulloa y su segunda esposa Inés de Castro, señora de Castroverde y tierra de Loaces. Participó en la campaña contra la revuelta irmandiña de 1467-1469, motivo por el cual los Reyes Católicos lo recompensaron con la donación de la fortaleza y tierra de Caldelas de Orcellón el 10 de mayo de 1476. Según algunos autores, el rey Enrique IV le llegó a conceder el título de conde de Monterrey en 1474, si bien el historiador gallego Vasco de Ponte la registra como una auto-intitulación desprovista de cualquier legitimidad real.
Fiel a los Reyes Católicos, se halló en batalla de Toro de 1476 contra el rey de Portugal, donde estuvo al frente de sus gentes de guerra, el escuadrón de coraceros y el tercio de dos mil hombres escogidos que envió con él el conde de Lemos. En 1483, durante la guerra granadina, participó en la toma de Tánger con doscientas sesenta lanzas y sirvió en el cerco de Cantalapiedra y Pirona.
En julio de 1480, su primera esposa Teresa de Zúñiga le autorizó a seguir en su nombre los pleitos con su tío Pedro de Stúñiga por la tenencia de la villa y fortaleza de Monterrey. Este pleito fue perdido por el conde en junio de 1489 y el 14 de enero de 1491 los reyes le ordenaron devolver la villa a su legítimo propietario. El 4 de octubre de 1492 otra orden regia le prohibió titularse como conde de Monterrey, añadiendo que «sy de otro lugar vuestro vos quereis intitular Conde, enviad ante nos la declaración dello».
El conde testó en dos ocasiones. La primera en 1480, donde deja por heredera universal a su hija Francisca de Zúñiga y reconoce su responsabilidad sobre diversos actos violentos y delictivos en los que fueron afectados instituciones eclesiásticas —como el monasterio de Sobrado o los obispados de Lugo y Orense—, otros nobles —el conde de Rivadavia— y su propia familia —su hermana María, su primo Fernando o su esposa Teresa, a la que confiesa haberle sido infiel y tener «muchas veces malignos pensamientos e procurar de los poner e obrar contra ella y así injuriandole con soberbia e mala intencion»—. Hizo testamento por segunda vez el 24 de septiembre de 1505, en Zamora, confesando estar «enfermo de mi persona, de dolencia natural». En él, además confirmar la sucesión en Francisca de Zúñiga y volver a reconocer su comisión en actos violentos del pasado, dispuso dotar tres hospitales de peregrinos (el de Sainti-Spiritus de Mellid, otro en Leboreiro y un tercero en Ulloa) y pidió que su cuerpo se depositase en el monasterio de Santa María de Sobrado, en una sepultura baja donde figurasen las armas de sus padres (Ulloa y Castro). Murió poco tiempo después según diversas fuentes, si bien la inscripción que figura en su sepultura apunta la fecha como el año 1510:

Aquí yace don Sancho de Ulloa, primer Conde que fué de Monterrey, que santa gloria aya. Falleció año de mil quinientos y diez.

Vasco de Aponte dejó una semblanza de Sancho de Ulloa en los siguientes términos:

Este conde don Sancho fue esforzado, y muy sabido, franco en lo necesario, presuncioso de honra, justicieron sin tacha, aunque algo dado a mujeres.
Semblanza del I conde de Monterrey, por Vasco de Aponte.

## Matrimonio y descendencia
El conde casó en primeras nupcias con Teresa de Zúñiga y Biedma (m. 1484), II vizcondesa de Monterrey, título que había heredado de su padre Juan de Zúñiga, señor de Monterrey, casado con María de Bazán, hija de los vizcondes de Palacios de la Valduerna. Con ella tuvo a su única hija y heredera, Francisca (m. 1526), que contrajo matrimonio en primeras nupcias con Diego de Acevedo y Fonseca, señor de Babilafuente, y en segundas con Fernando de Andrade das Mariñas, I conde de Andrade.
Después de enviudar, Sancho contrajo un segundo matrimonio con Isabel Manrique, hija de los II condes de Castañeda.